# چارلز دتی آرون
چارلز دتی آرون (انگلیسی: Charles Dettie Aaron؛ ۱۹۶۶ - ۱۹۵۱ میلادی) یک پزشک اهل ایالات متحده آمریکا بود.
او متخصص دستگاه گوارش بود و امروزه نامش با علامت آرون که از نشانه‌های آپاندیسیت است، گره خورده‌است.